# Pierre Bertrand (cardinal)
Pour les articles homonymes, voir Pierre Bertrand et Bertrand.
Pierre Ier Bertrand dit Pierre Bertrand l'Ancien, né à Annonay (Ardèche) en mars 1280 et décédé le 23 juin 1349 au prieuré de Montaut à Villeneuve-lès-Avignon (Gard), est un cardinal français des XIIIe et XIVe siècles. Il est l'oncle maternel de Pierre Bertrand le Jeune et de Guillaume Bertrand (deux fils de Barthélemi Maleton et de Marguerite Bertrand).

## Biographie

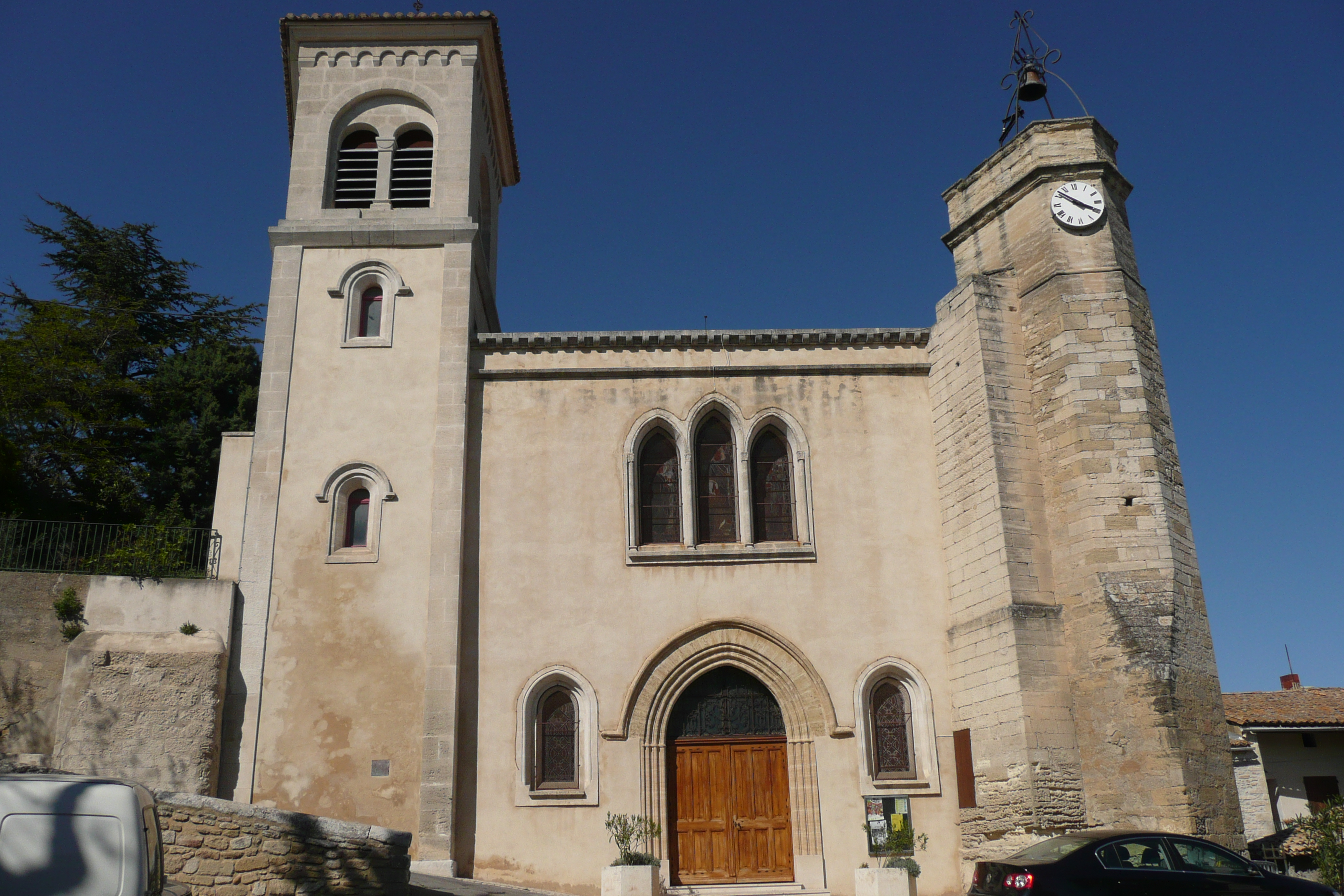
Église Saint-Jacques à Pujaut

Pierre Bertrand étudie à l'université d'Avignon et à l'université de Montpellier. Bertrand est chanoine au Puy et professeur à l'université d'Avignon, à l'université de Montpellier et à l'université d'Orléans. Il devint le Chancelier de la Reine Jeanne II de Bourgogne, femme du roi Philippe V Le Long  en 1316; il sera son exécuteur testamentaire.
Il est élu évêque de Nevers en 1320 et transféré au diocèse d'Autun en 1322. En 1330, il est promu archevêque de Bourges, mais il décline la promotion et il est nommé légat apostolique pour réconcilier Louis IV de Bavière avec Frédéric d'Autriche.
Bertrand est créé cardinal par le pape Jean XXII lors du consistoire du 18 décembre 1327. Le cardinal Bertrand est légat en Italie, à Paris et à Bruges. En 1340, il est doyen de Notre-Dame de Puy. Il est également le fondateur du collège d'Autun, dans l'Hôtel d'Autun, sis au 22 rue Saint-André-des-Arts dans l'actuel 6e arrondissement de Paris et qui y reçoit 15 écoliers en 1343. À Annonay, il fonde l'Hôpital de Notre-Dame la Belle et un couvent pour les Clarisses. En 1340, il ordonne la construction de l'église Saint-Jacques à Pujaut. À partir de 1333 il acquiert des terres à Villeneuve lez Avignon pour édifier un manoir auprès de la source de Montaut. Il adjoint à cette résidence en 1355 un prieuré bénédictin prévu pour 8 religieux sous l'invocation de la Bienheureuse Marie. En 1343, il fait donation du prieuré de Montaut à l'abbaye Saint-André de Villeneuve lez Avignon, se réservant pour lui, et pour son neveu après son décès, la jouissance du manoir. Il décède à Montaut et reçoit sa sépulture dans la chapelle du prieuré dédiée à Notre-Dame de Consolation.
Bertrand participe au conclave de 1334, au cours duquel Benoît XII est élu et au conclave de 1342, au cours duquel Clément VI est élu.